# Mu Piscium
Mu Piscium (98 Piscium) é uma estrela na direção da constelação de Pisces. Possui uma ascensão reta de 01h 30m 10.94s e uma declinação de +06° 08′ 38.2″. Sua magnitude aparente é igual a 4.84. Considerando sua distância de 360 anos-luz em relação à Terra, sua magnitude absoluta é igual a −0.38. Pertence à classe espectral K4III.